# NuSTAR

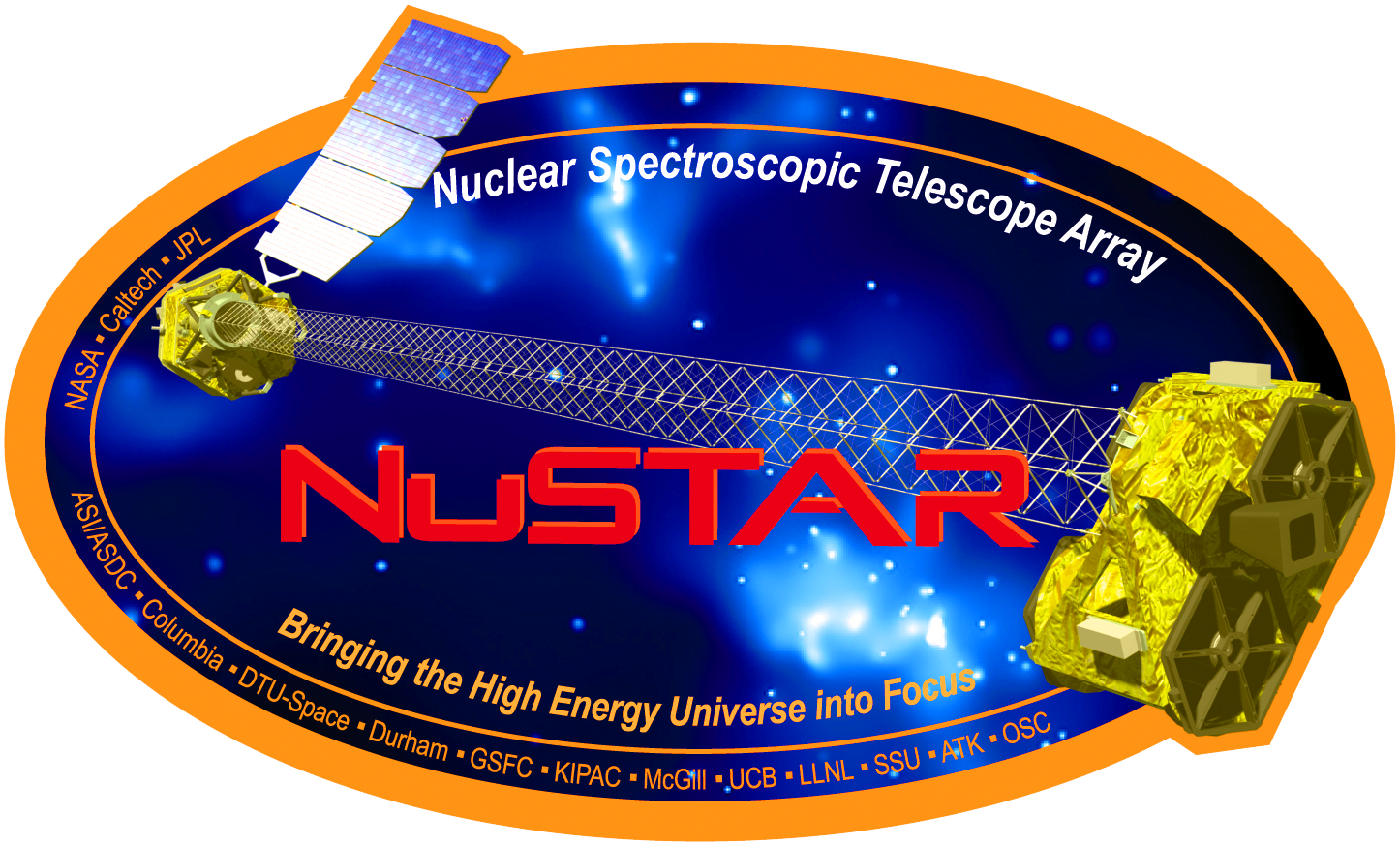
Logotipo de la misión NuSTAR.

NuSTAR (telescopio espectroscópico nuclear conjunto) o Nuclear Spectroscopic Telescope Array es un telescopio espacial de rayos X telescopio que utiliza un telescopio Wolter para enfocar la energía de los rayos X a partir de fuentes astrofísicas, especialmente para espectroscopia nuclear, y opera en el rango de 5 a 80 keV. Se trata de la undécima misión de la NASA del programa Small Explorer de satélites (SMEX-11) y la primera basada en el espacio directo de imágenes de telescopio de rayos X con energías superiores a los del Observatorio Chandra de Rayos X y XMM-Newton. Fue lanzado con éxito el 13 de junio de 2012, habiendo sido previamente retrasado del 21 de marzo debido a problemas de software con el vehículo de lanzamiento.
Sus objetivos principales son llevar a cabo un estudio profundo de los agujeros negros mil millones de veces más masivos que nuestro Sol, comprender cómo las partículas se aceleran dentro de una fracción de un punto porcentual por debajo de la velocidad de la luz en las galaxias activas, y entender cómo los elementos se crean en las explosiones de estrellas masivas, que se llaman los remanentes de supernovas.

## Historia
El predecesor del NuSTAR, el Telescopio de enfoque de Alta Energía (HEFT), era una versión que se colocaba en un globo que lleva a los telescopios y detectores construidos con tecnologías similares. En febrero de 2003, la NASA publicó un Anuncio del Programa Explorador de Oportunidades. En respuesta, NuSTAR se presentó a la NASA en mayo, como una de las 36 propuestas de misión que compiten. En noviembre, la NASA seleccionó NuSTAR y otras cuatro propuestas para un estudio de ejecución de cinco meses de factibilidad. 
En enero de 2005, la NASA seleccionó al NuSTAR para el vuelo en espera de un estudio de factibilidad de un año. El programa fue cancelado en febrero de 2006 como resultado de los recortes presupuestarios a la ciencia. El 21 de septiembre de 2007 se anunció que el programa se había reiniciado, con un lanzamiento previsto en agosto de 2011, aunque más tarde se retrasó hasta junio de 2012.